# Ingvar Ambjørnsen
Ingvar Ambjørnsen, właśc. Ingvar Even Ambjørnsen-Haefs (ur. 20 maja 1956 w Tønsbergu, zm. 19 lipca 2025) – norweski pisarz przez wiele lat mieszkający w Hamburgu w Niemczech, dokąd przeprowadził się w 1985.

## Życiorys
Ambjørnsen ukończył roczny kurs typografii w szkole zawodowej w Larvik. Szybko jednak stwierdził, że jego powołaniem jest pisarstwo. Mając kontakt ze środowiskiem subkultur młodzieżowych Oslo, wykorzystywał te doświadczenia, opisując życie outsiderów. Zadebiutował w 1981 powieścią 23-salen. Dzięki następnej książce Den siste revejakta (1983) uznano go za pisarza subkultur. Liberalne podejście Ambjørnsena do miękkich narkotyków (m.in. marihuany wyrażane m.in. na łamach gazety VG, której felietonistą był przez wiele lat), budziło kontrowersje. Wiele z jego powieści zostało zekranizowanych, m.in. popularna seria o Ellingu (przetłumaczona także na język polski).

## Utwory

### Literatura piękna
- 23-salen (powieść), 1981
- Sarons ham (powieść), 1982
- Den siste revejakta (powieść), 1983
- Galgenfrist (powieść), 1984
- Stalins øye (powieść), 1985
- Hvite niggere (powieść), 1986
- Heksenes kors (powieść), 1987
- Jesus står i porten (opowiadania), 1988
- Bellona – gudinna som ble vaktbikkje (powieść), 1988
- San Sebastian Blues (powieść), 1989
- Den mekaniske kvinnen (powieść), 1990
- Det gyldne vakuum (powieść), 1992
- Utsikt til paradiset (powieść), 1993
- Sorte mor (opowiadania), 1994
- Fugledansen (powieść), 1995 – tłum. polskie Elling mamusin synek, 2005
- Brødre i blodet (powieść), 1996 – tłum. polskie Elling na śmierć i życie, 2004
- Natt til mørk morgen (opowiadania), 1997
- Husk hjelm! (artykuły), 1998
- Elsk meg i morgen (powieść), 1999 – tłum. polskie Elling kochaj mnie jutro, 2004
- Sorte mor (opowiadania), 1999
- Tre døgn etter dommedag (zbiór artykułów), 2000
- Dronningen sover (opowiadanie), 2000
- Dukken i taket (powieść), 2001
- Delvis til stede (opowiadania), 2003
- Høyt oppe, langt nede (zbiór artykułów), 2003
- Innocentia Park (powieść), 2004

### SeriaPelle og Proffen
- Kjempene faller (powieść), 1987
- Døden på Oslo S (powieść), 1988
- Giftige løgner (powieść), 1989
- Sannhet til salgs (powieść), 1990
- De blå ulvene (powieść), 1991
- Flammer i snø (powieść), 1992
- Etter orkanen (powieść), 1993
- Hevneren fra himmelen (powieść), 1994
- Storbyens stemme (powieść), 1994
- Mordet på Aker Brygge (Pelle og Proffen – album), 1995
- Hevnen fra himmelen (powieść), 1999

### SeriaSamson og Roberto
- Arven etter Rin-Tin-Tei (powieść), 1998
- Krakilske kamerater (powieść), 1999
- Pater Pietros hemmelighet (powieść), 2000

### SeriaFillip Mobergs eventyr
- Drapene i Barkvik (powieść), 2005
- De levende og de døde (powieść internetowa), 2006